# فیرچایلد ایکس‌سی-۱۲۰ پک‌پلین
فیرچایلد ایکس‌سی-۱۲۰ پک‌پلین یک هواپیمای ماژولار آزمایشی آمریکایی بود که برای اولین بار در سال ۱۹۵۰ پرواز کرد. این هواپیما از طرح فیرچایلد سی-۱۱۹ فلائینگ باکس‌کار متعلق به این شرکت ساخته شد و به لحاظ استفاده غیر متعارف از غلاف‌های قابل جابجایی بار که به جای داشتن یک محفظه بار داخلی، در زیر بدنه وصل شده بودند، منحصر به فرد بود.

## مشخصات فنی (XC-۱۲۰)

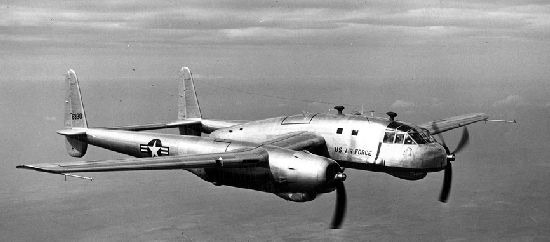
ایکس‌سی-۱۲۰ بدون کانتینر باری آن

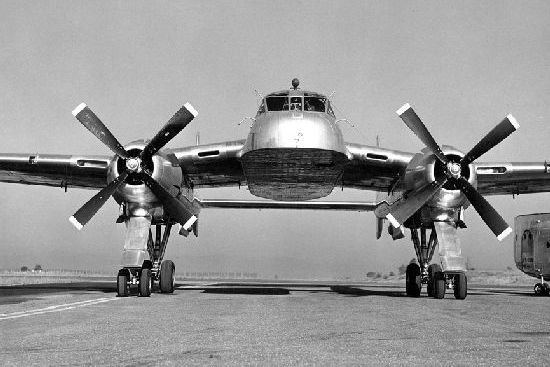
ایکس‌سی-۱۲۰ بر روی زمین

داده‌ها از 
ویژگی‌های عمومی
- خدمه: پنج (خلبان، کمک خلبان، مهندس پرواز، دو باربر)
- ظرفیت: ۲۰٬۰۰۰ پوند (۹٬۰۹۰ کیلوگرم) (۲٬۷۰۰ فوت مکعب)
- طول: ۸۲ فوت ۱۰ اینچ (۲۵٫۲۵ متر)
- پهنای بال: ۱۰۶ فوت ۶ اینچ (۳۲٫۴۶ متر)
- ارتفاع: ۲۵ فوت ۱ اینچ (۷٫۶۵ متر)
- مساحت بال‌ها: ۱٬۴۴۷ فوت مربع (۱۳۴٫۴ متر مربع)
- وزن ناخالص: ۶۴٬۰۰۰ پوند (۲۹٬۰۳۰ کیلوگرم)
- پیشرانه: ۲ عدد موتور شعاعی پرت اند ویتنی آر-۴۳۶۰ واسپ میجور, ۳٬۲۵۰ اسب بخار (۲٬۴۲۰ کیلووات)  در هر موتور برای برخاست

## همچنین ببینید
توسعه‌های مرتبط
- فیرچایلد سی-۸۲ پکت
- فیرچایلد سی-۱۱۹ فلائینگ باکس‌کار